# 一代皇后大玉兒
《一代皇后大玉兒》是1992年中國電視公司八點檔古裝連續劇，共44集，籌備階段暫名《大玉兒傳奇》，首播期間1992年5月14日至1992年7月14日。以盛清的「大玉兒」孝莊文皇后為女主角，描述她與多爾袞之間的愛情故事。

## 簡介
《一代皇后大玉兒》是《青青河邊草》的接檔節目，1991年10月13日開鏡，錄影時間將近七個月，以大玉兒一生的愛恨情仇為劇情發展的經緯，年代跨越了皇太極、順治帝、康熙帝，牽涉的人物包括了多爾袞、洪承疇、董小宛等歷史人物。本劇是潘迎紫與中視合約期滿之前最後一檔戲，也是劉青雲首度參與台灣電視劇演出。本劇製作單位在決定演員人選時便決定邀潘迎紫扮演大玉兒，但是求好心切的潘迎紫並沒有貿然答應，直到看過部分劇本之後才同意演出。獲得潘迎紫首肯之後，本劇終於赴中國大陸北京市展開外景拍攝，卻因劇情不符史實而遭中國大陸方面拒絕配合；眼看爾冬陞、劉青雲等演員的合約即將到期，製作人謝迺彪（謝佾璋）與中視幾番磋商之後，終於將外景隊移至攝影棚內繼續錄影。謝迺彪表示，為了搭配紫禁城等外景、並表現清朝宮廷的巍峨堂皇，光是搭景就花費新台幣四、五百萬元，其他如道具、服裝等也都花費可觀。
1991年12月，外界傳聞，由於《一代皇后大玉兒》（當時暫名《大玉兒傳奇》）製作人從彭達、潘榕民換至謝迺彪，讓潘迎紫不知誰才是製作人，導致潘迎紫不把謝迺彪當製作人看、謝迺彪不願侍候潘迎紫這位大牌。謝迺彪返回台灣，立即否認外界傳聞，表示潘迎紫與製作單位在北京工作愉快。謝迺彪表示，當初《一代皇后大玉兒》為趕在1992年2月底拍完，製作單位將潘迎紫歸還中視，定於1991年9月5日赴北京開鏡；不料潘迎紫主演的中視八點檔連續劇《婆媳過招七十回》一延再延，《一代皇后大玉兒》直到1991年10月13日才開鏡。消息人士表示，當初《一代皇后大玉兒》製作單位與河北電視台洽談的支援方式，因三位製作人銜接時未交代清楚，謝迺彪抵達北京拍攝時發現困難重重；河北電視台因與製作單位溝通不清楚而不願全力配合拍攝，導致製作單位在北京拍攝期間發生「潘迎紫等了一整天沒拍到她的戲份」等不順利。中視美術組緊急配合製作《一代皇后大玉兒》佈景，以便製作單位儘早進攝影棚錄影。
1992年5月18日《大成報》報導，上星期老三台八點檔收視率，第一名《一代皇后大玉兒》32.5%，第二名中華電視公司《意難忘》25.4%，第三名臺灣電視公司《七色橋》。

## 製作人員
- 製作人：謝迺彪（謝佾璋）
- 編劇：徐斌揚
- 編審：黃孝石
- 執行製作：何九明、李紹銘
- 製作群：林訓文、蘇振輝、暴壯凌、李江培
- 舞蹈指導：陳芬蘭、陳秋莉
- 服裝：呂小紅、李秀真
- 陳設：林靜敏、江國龍
- 梳粧：尤宜珍、杜秋香
- 化粧：龐明惠、陳淑慧
- 特效：玉山
- 燈光：蘇良志
- 花藝設計：梁瑪莉、林素梅
- 攝影：超群
- 片頭題字：陳民生
- 剪輯：蕭政義、陳麗雲
- 武術指導：丁仰國、王均康、汪強
- 美術指導：賴鎮遠
- 美術設計：陳民生
- 音樂指導：左宏元
- 配音：陳明陽
- 音效：席裕龍、巨陽
- 副導演：汪強、朱淑儀
- 場記：楊淑妮
- 導演：常滿、羅列燊、邱麗如

## 演員

### 後金與清宮皇室
| 角色       | 演员                 | 简介             | 备注                   |
| 大玉兒     | 潘迎紫               | 太皇太后         | 饰演成年大玉儿         |
| 大玉兒     | 季 芹                | 太皇太后         | 饰演少女大玉儿         |
| 多爾袞     | 爾冬陞（陳明陽配音） |                  | 饰演成年多尔衮         |
| 多爾袞     | 孫 鵬                | 饰演少年多尔衮   |                        |
| 皇太極     | 劉青雲               |                  |                        |
| 皇 后      | 吳雪芬               |                  |                        |
| 海 蘭      | 鮑正芳               |                  |                        |
| 小玉兒     |                      |                  |                        |
| 福 臨      | 姜冠群               | 即顺治帝         | 饰演幼年福临           |
| 福 臨      | 孫 鵬                | 即顺治帝         | 饰演成年福临           |
| 努爾哈赤   | 汪 強                |                  |                        |
| 葉赫那拉   | 貝 蒂                |                  |                        |
| 烏喇那拉氏 | 孔蘭薰               |                  |                        |
| 代 善      | 許譽耀               |                  |                        |
| 莽古爾泰   | 汪 強                |                  |                        |
| 濟爾哈朗   | 胡翔評               |                  |                        |
| 阿 敏      | 張紀平               |                  |                        |
| 豪 格      | 徐孟光               |                  |                        |
| 如 芸      | 杜素真               | 豪格福晉         |                        |
| 多 鐸      | 徐雲鵬               |                  |                        |
| 阿濟格     | 周良偉               |                  |                        |
| 錦 兒      | 劉秀美               | 顺治帝第一任皇后 |                        |
| 董小宛     | 戴自華               | 董鄂妃           | 将两位历史人物合而为一 |
| 玄 燁      | 張立威               | 即康熙帝         |                        |
| 布 古      | 曾千容               | 阿敏福晉         | 虚构人物               |
| 戈爾泰     | 林 誠                | 阿敏子           | 虚构人物               |
| 席 娃      | 廖威凱               | 阿敏孫           | 饰演幼童席娃，虚构人物 |
| 席 娃      | 王東明               | 阿敏孫           | 饰演少年席娃           |
| 燕 妃      | 劉 華                | 努爾哈赤妃       | 虚构人物               |
| 玉格格     | 梁錦芬               | 皇太極女         | 虚构人物               |
| 熙貴人     | 金素娟               |                  | 虚构人物               |

### 清廷官員
- 范文程：李菁芳
- 洪承疇：康殿宏
- 巴顏：王德生
- 蘇克薩哈：薛漢
- 鰲拜：李一夫
- 班布爾善：王志剛
- 圖海：洪政雄

### 蒙古人士
- 塞尚：張復周
- 塞尚妻：蔣沅
- 吳克善：尤國棟
- 哈達：蔡金龍
- 林丹汗：丁仰國
- 蘇泰（林丹汗妻）：李威儀

### 其他人物
- 李倧（朝鮮國王 仁祖）：余偵祥
- 崇禎皇帝：高冲宵
- 長平公主：葉淑貞
- 玉琳大師（玉林通琇）：李天

### 虛構人物

#### 官員侍衛
- 小文子（多爾袞侍臣）：華少江
- 小順子（小文子之子）：潘子修
- 黑基格（多爾袞侍臣）：蘇良志
- 多倫（戈爾泰隨從）：陳財明
- 納英：吳政昌
- 喀哈：江智瑋

#### 太監
- 潤福：張振寰
- 冷太監：馬正民
- 吳良輔：黃宗寬
- 魏小田：王均康
- 肯弟：蘇振輝
- 啟盛：黃費杰
- 海達：楊隆泰
- 泥鰍：彭祥瑛
- 惠安：楊繼石

#### 侍女
- 呼蘭（大玉兒侍女）：翟玉娘
- 伊伊（多爾袞侍妾）：余尚芳
- 倩倩（多爾袞侍妾）：常育文
- 月娘（小玉兒侍女）：林姿佑

#### 其他
- 法雨大師：張寶善
- 李立：周德軒
- 王信：賈冠鳴
- 丫丫（蘇泰女）：朱淑儀
- 李玉（李倧女）：陳芬蘭
- 李倩（李倧女）：陳秋莉
- 大灰狼（女囚）：王小芬
- 孫二姐（女獄長）：朱鳳仙
- 吳子靜：朱世奎
- 何忠：張文忠
- 張氏（小文子妻）：洪瑞霞

## 主題曲
| 曲別   | 歌名                 | 作詞   | 作曲   | 演唱    |
| 片頭曲 | 《笑擁江山夢》       | 陳自為 | 左宏元 | 高勝美  |
| 片尾曲 | 《相思比夢長》       | 吳若權 | 靳鐵章 | 費玉清  |
| 插曲   | 《我的心事其實是你》 | 陳素麗 | 左宏元 | 李翊君  |
| 插曲   | 《心事》             | 陳素麗 | 左宏元 | FORMOSA |

## 故事內容
蒙古科爾沁部塞尚王爺的二公主大玉兒，自幼便與努爾哈赤的第十四子多爾袞相識；兩人兩小無猜，有如青梅竹馬，原本也有意結為夫妻。但是努爾哈赤過世後，其第八子皇太極與其母葉赫那拉氏共謀，逼多爾袞之母烏拉那氏殉死，此為多爾袞一生最大的怨恨。待多爾袞成年後，已繼位的皇太極宣布要納大玉兒為其後宮嬪妃，使得剛強倔強的大玉兒與多爾袞無法結合；大玉兒從此私下一直尋求與多爾袞見面的機會。
皇太極剛即位，四大貝勒中的阿敏與莽古爾泰卻懷有異心，得知大玉兒與皇太極感情不睦，便企圖與大玉兒串通要下毒謀殺皇太極；大玉兒佯裝答應，私下卻把這事告訴皇太極，最後終於逮捕阿敏與莽古爾泰。但是阿敏與莽古爾泰始終辯稱此事大玉兒原為主謀，使大玉兒也遭到拘禁處份。阿敏良心不安，原本想洗脫大玉兒罪名，卻被莽古爾泰殺害。最後經由一位太監道破莽古爾泰惡行，這才還大玉兒清白，讓大玉兒返回皇宮。
皇太極此時也納了大玉兒之姊海蘭為妃，寵愛有加。然而大玉兒之妹小玉兒與皇太極私情往來，一心也想做後宮妃子；皇太極卻始亂終棄，將她許配給多爾袞。多爾袞與小玉兒感情不睦，小玉兒也又時常出入宮闈；皇太極不得已，只好對小玉兒下毒，從此讓小玉兒健康不佳、精神也出了問題。
大玉兒受命前去降服洪承疇，卻被傳說她是以獻身色誘方式才使洪承疇折服，使得皇太極從此對她生厭。此時大玉兒又與多爾袞私通，竟珠胎暗結。在此之前，宸妃海蘭得子，皇太極極為高興，欲將使宸妃之子做繼承人，細心教養；大玉兒卻因為洪承疇之事，雖然懷孕，皇太極依然不聞不問，就連大玉兒即將臨盆也無人照料。產子後的大玉兒，帶著兒子與侍女離開皇宮，居住在一間尼姑庵中，獨自將兒子福臨養大，也不向多爾袞透露福臨是他兒子之事。
就這樣，九年過去了。皇太極寵愛有加的八阿哥意外身亡，讓皇太極心痛萬分。卻在這時，皇太極得知大玉兒生有九阿哥且已經九歲的消息，便設法將九阿哥帶到身邊，想調教成繼承人。但是九阿哥時常思念母親，讓皇太極為之氣結，竟下令把大玉兒送到冰天雪地的佳木斯苦牢服牢役。之後因為皇太極暴卒的關係，大玉兒才被救回宮中。
皇太極暴卒，皇位空缺，濟爾哈朗欲保舉皇太極長子豪格繼位，宸妃卻表示皇太極生前已指示要福臨繼位。於是福臨繼位，使豪格相當不滿。而由於皇太極已故的關係，多爾袞總算有機會與大玉兒同床，這事卻又被年幼的福臨撞破，使福臨甚是憤怒，從此親信起一位太監吳良輔，與大玉兒和多爾袞的感情也日益惡劣。
福臨已將屆成年親政之時，大玉兒與多爾袞的往來也非常頻繁。小玉兒為此精神崩潰，作法意圖咒死大玉兒，最後反而自己身死。既然小玉兒已死，多爾袞便向大玉兒求婚；大玉兒向范文程求示，范文程認為此事不可，大玉兒只好拒絕多爾袞的求婚。此時豪格因謀逆之罪被捕身死，其福晉也就跟了多爾袞；多爾袞將豪格福晉當做報復大玉兒的手段，使大玉兒傷心不已。但多爾袞最終仍無法忘情大玉兒，便在宮外置一屋，做為和大玉兒幽會的場所。嫉妒的豪格福晉在濟爾哈朗的唆使下，意圖持刀謀殺多爾袞與大玉兒，但最後誤傷自己，終於身亡。
此時終於無人能阻礙大玉兒與多爾袞的結合，但是最終大玉兒還是沒有同意與多爾袞在一起，多爾袞終於英年早逝。對母親不滿的福臨，不但將名妓董小宛納入宮中、改名董鄂妃，還廢了由大玉兒與多爾袞作主娶的皇后。只是董鄂妃也紅顏薄命、不幸早逝，原本想出家的福臨命吳良輔代為出家。吳良輔本是反清復明人士，不能達成主命，遂遭長平公主殺害。最後福臨在吳良輔身死以及得知多爾袞為生父的情況下，從此出家，不問世事。
大玉兒雖數次想喚回福臨，仍然不能如意，於是盡心輔佐孫子玄燁，並齊心對付狼子野心的鰲拜。最後，大玉兒在享盡榮華富貴後，靜靜地過世，享年七十五歲。

## 評價
- 這部戲算是潘迎紫在中視「一代」系列連續劇（之前尚有《一代女皇》、《一代公主》、《一代歌后》）的最終篇，娛樂性高，依然有高收視率。
- 這部戲史實價值頗低：除了某些年份不合史實（如福臨竟於十二歲才即位），還包括描寫孝莊與皇太極感情惡劣（皇太極甚至把她送到佳木斯苦牢，不許她與福臨相見），以及利用野史情節（如順治實為多爾袞之子、長平公主化身獨臂神尼、董鄂妃即董小宛、順治未死出家等等）。
- 外景錄影時，曾不小心攝入手錶、電線桿、柏油路等不該在古裝劇中出現的物品，也成為了觀眾茶餘飯後的話題。

## 相關書目
- 徐斌揚、王戈 著，《一代皇后大玉兒》，萬盛圖書1992年初版，ISBN 957-628-345-0

## 惡搞版
由於本劇在當時收視率很高，華視綜藝節目《綜藝萬花筒》曾經在猜謎單元〈各說各的〉中創造兩個角色“大芋頭”（曹蘭飾演）與“多爾滾”（黃子佼飾演）來戲仿大玉兒與多爾袞；其中，多爾滾每次出場及下場時就會在地上滾來滾去，背景音樂是黃霑〈道〉（1987年電影《倩女幽魂》插曲）的前奏，逗趣十足，也曾經流行過一陣子。
2014年，曹蘭與黃子佼主持華視大年初二特別節目《2014永遠的星星－大年初二回娘家》，黃子佼一聽到〈道〉前奏就倒在地上打滾，並說「記憶太深刻了，聽了二十幾年都戒不掉，身體忍不住起了反應，不滾一下全身不對勁啊」。